# Polarni dan
Polarni dan je vremenski period u toku kojeg sunce ne zalazi ispod horizonta. Polarni dani često nastaju u mjestima koja su sjeverno od Sjevernog polarnika ili južno od Južnog polarnika. Na samim polarnicima, polarni dani traju 1 dan. Idući sjevernije, polarni dani se produžavaju pa na samom geografskom polu traju i po 6 mjeseci.

## Na sjevernom geografskom polu
Na sjevernoj Zemljinoj polulopti, polarni dani nastaju iza paralele 66,5°N. Na samom Sjevernom polarniku, pojavljuje se samo jedan polarni dan i on nastaje 21. juna. Na samom Sjevernom polu traju cijelu ljetnju polovinu godine.

## Na južnom geografskom polu
Na južnoj Zemljinoj polulopti, polarni dani nastaju iza paralele 66,5°S. Na Južnom polarniku, postoji samo jedan polarni dan i on nastaje 22. decembra. Na Južnom polu polarni dani traju cijelu Zimsku polovinu godine.

## Spoljašnje veze
- Архивирано на веб-сајту  (17. март 2021)